# فاضل العبود
فاضل عبود الحسن يلقبه أبناء مدينة دير الزور «حج فاضل العبود» وجيه وزعيم سوري ترأس حكومة في شرق سورية (عرفت بحكومة الحاج فاضل) ومركزها محافظة دير الزور بعد خروج العثمانيين من المنطقة عام 1918.

## نسبه
ولد فاضل عبود الحسن في مدينة دير الزور عام 1872، لآل الحسن، من فخذ البو عبيد من قبيلة البقارة، والتي يرجع نسبها إلى الإمام محمد الباقر أحد أحفاد أمير المؤمنين علي بن أبي طالب.

## حياته
برزت سمات القيادة في الحاج فاضل عبود بشكل واضح منذ نعومة أظفاره وعلى مختلف الصعد، فقد كان ناجحاً في القيادة بعد تسلمه لها على الرغم من أنه لم يتلق تعليماً آنذاك، كما كان له مكانة اجتماعية مرموقة في مدينة دير الزور أهلته لتولي زعامتها وقد ورث هذه المكانة من والده عبود الحسن، وقد عمل الحاج فاضل في التجارة وكان له علاقات تجارية واسعة مع التجار الأتراك والحلبيين كآل العكام والصلاحية ومع أبناء عمومته النجار وآل طيفور في مدينة حماة.

## تشكيله للحكومة

### تشكيل الحكومة الأولى
دبت الفوضى في مدينة دير الزور بعد خروج العثمانيين في 6 تشرين الثاني عام 1918 نتيجة غياب السلطة الحكومية، وتعاظم خوف الأهالي في دير الزور من المحيط العشائري الذي يحيط بمدينتهم، فالعشائر اعتادت الغزو والنهب والسلب سواء من بعضهم بعضاً، أو بدخول المدن ونهب البيوت، فكان من الضرورة وجود سلطة قوية تحمي المدينة وأهلها، وهو ما دفع الحج فاضل العبود الذي كان يشغل منصب رئيس البلدية إلى تشكيل حكومته بالمدينة وأوصى إلى شيوخ العشائر في القرى والنواحي المجاورة من أجل المبايعة والوقوف معه، فبايعته جميع العشائر، وكان من أولويات هذه الحكومة ضبط أمور الأمن وتسير شؤون المدينة وعرفت هذه الحكومة لاحقاً باسم «حكومة الحاج فاضل».

واستمرت الحكومة حتى وصول الشريف ناصر ابن عم الأمير فيصل بن الحسين في الأول من كانون الأول من عام 1918 ثم وصول مرعي باشا الملاح في السابع من شهر كانون الأول 1918، حيث انتهت مهمتها وأصبحت دير الزور تابعة للحكومة المركزية في دمشق.

### تشكيل الحكومة الثانية

وزير الصحة في حكومة السيد سعيد الغزي عام 1955.
الدكتور بدري فاضل العبود.

بعد أحداث معركة ميسلون في 24 تموز عام 1920 واحتلال القوات الفرنسية لدمشق شهدت مدينة دير الزور حالة من الفوضى وانعدام الأمن مما دفع الحاج فاضل العبود لتشكيل حكومته الثانية التي أدت خدمات كبيرة في حماية المدينة والحفاظ على سلامة أهلها بالرغم من إمكاناتها المحدودة، واستمرت هذه الحكومة بعملها حتى 23 تشرين الثاني عام 1920 حيث حلت بقرار من سلطات الإحتلال الفرنسي.

## منجزات حكومة الحاج فاضل
من أهم ما حققته حكومة الحاج فاضل الأولى والثانية:
1. حماية الأعراض والأنفس والممتلكات، وتحقيق الأمن في المنطقة فلم يذكر أن حدثت حالة قتل أو سرقة في تلك الفترة على الرغم من قصر مدتها.
2. منع حدوث حالت انتقام أو تصفية حسابات بعد خروج القوات العثمانية ثم القوات العربية.
3. الالتزام بدفع رواتب الموظفين الحكوميين.

## المؤتمر السوري العام
مثّل الحاج فاضل العبود منطقة الفرات في المؤتمر السوري العام المنعقد في أواخر حزيران عام 1919، والذي أعلن في 8 آذار عام 1920 استقلال سورية وقيام المملكة السورية العربية ونصب فيصل ابن الشريف حسين ملكاً عليها، حيث كان الحاج فاضل من أشد المؤيدين لتنصيبه، كما دعي الحاج فاضل العبود لحضور حفل تنصيب فيصل ملكاً على العراق في 23 اب من عام 1921.

## موقفه من مذابح الأرمن
حينما اضطهد الأتراك الأرمن وهجّروهم من بلادهم وساقوهم قسراً لمذابح جماعية وشُردوهم في البلاد، فرّ البعض منهم نحو المنطقة الشرقية في سورية يطلبون النجاة من الموت، وقام الحاج فاضل الذي كان حاكماً لدير الزور بنجدتهم ومد يد العون والمساعدة لهم حيث
استقبلهم وساعدهم وقدم لهم الطعام والسكن وكافة سُبل العيش والأمان، وردّ الأرمن الجميل للحاج فاضل العبود عندما حكمه الفرنسيين في حلب بالإعدام حيث قاموا بمساندته والدفاع عنه وهو ما جعل الفرنسيين يلغون حكم الإعدام ويكتفون بنفيه إلى جسر الشغور.

## نضاله ضد الفرنسيين
اعتقل الحاج فاضل العبود عدة مرات لمناصرته للقضايا والثورات الوطنية، فبعد اجتياح الاستعمار الفرنسي دير الزور في 9 تشرين الثاني 1921 قامت مجموعة من المدرعات والسيارات العسكرية الفرنسية وعشرات الجنود بتطويق منزل الحاج فاضل العبود حيث جرى اعتقاله ونقله إلى مطار دير الزور العسكري ومن ثم قاموا بنقله بواسطة طائرة عسكرية إلى حلب، حيث سجن في قلعتها لمدة سبعة شهور والتقى في فترة سجنه بالمناضل الكبير إبراهيم هنانو، وفي حزيران عام 1922 أطلق سراحه وعاد إلى مدينته دير الزور حيث استقبل استقبال الأبطال.
أجريت له محاكمة وتم استجوابه بشأن التهم المنسوبة إليه وهي الإعداد والتحضير للقيام بثورة شعبية ضد الاستعمار الفرنسي، وذلك احتجاجاً على الحملة العسكرية التي قام بها الجيش الفرنسي ضد عشائر البوخابور التي رفضت دفع الضرائب للمستعمر الفرنسي، وكذلك قيام الحاج فاضل العبود بأهانة متصرف دير الزور خليل إسحق الذي كان متعاوناً مع الفرنسيين، صدر قرار المحكمة بنفيه إلى جسر الشغور ثم عاد منها إلى دير الزور.
احتج على قرار المفوض السامي الفرنسي موريس بول ساراي رقم 49 اس/ 5 آب 1925 القاضي بنفي ابن عمه وزوج اخته عياش الحاج مع جميع افراد اسرته إلى مدينة جبلة السورية لنضالهم ضد الاستعمار الفرنسي، مما عرضه للملاحقة الامنية والاعتقال المتكرر من قبل السلطات العسكرية الفرنسية.

## وفاته
توفي الحاج فاضل العبود في اذار عام 1936 في مدينة دير الزور ودفن فيها، ومن بعده استمر أبناؤُه في العمل السياسي فتولى إبنه الدكتور بدري فاضل عبود وزارة الصحة في حكومة السيد سعيد الغزي عام 1955 في عهد الرئيس شكري القوتلي ليكون أول وزير صحة من محافظة دير الزور.